# Kathedrale von Norwich

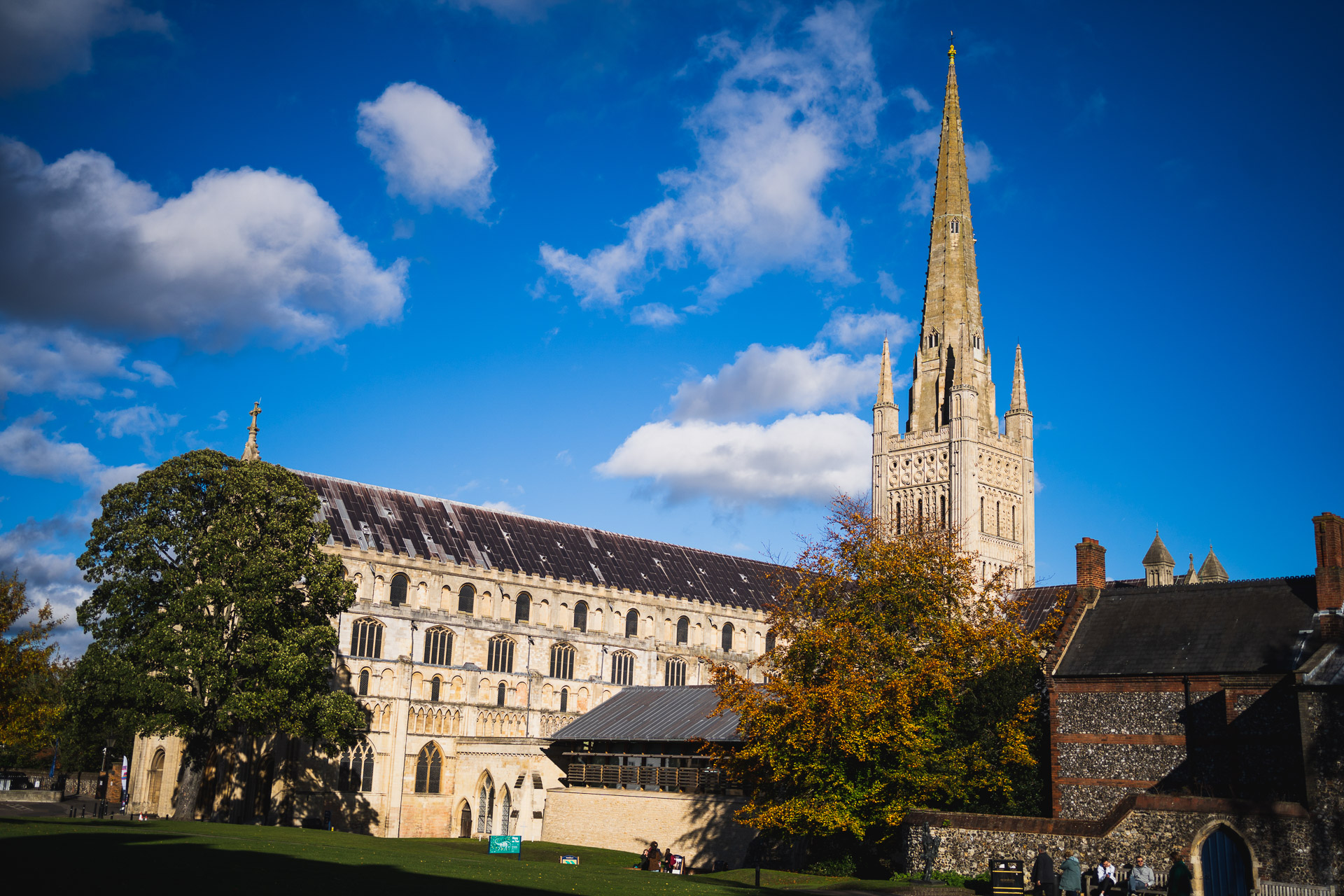
Kathedrale von Norwich

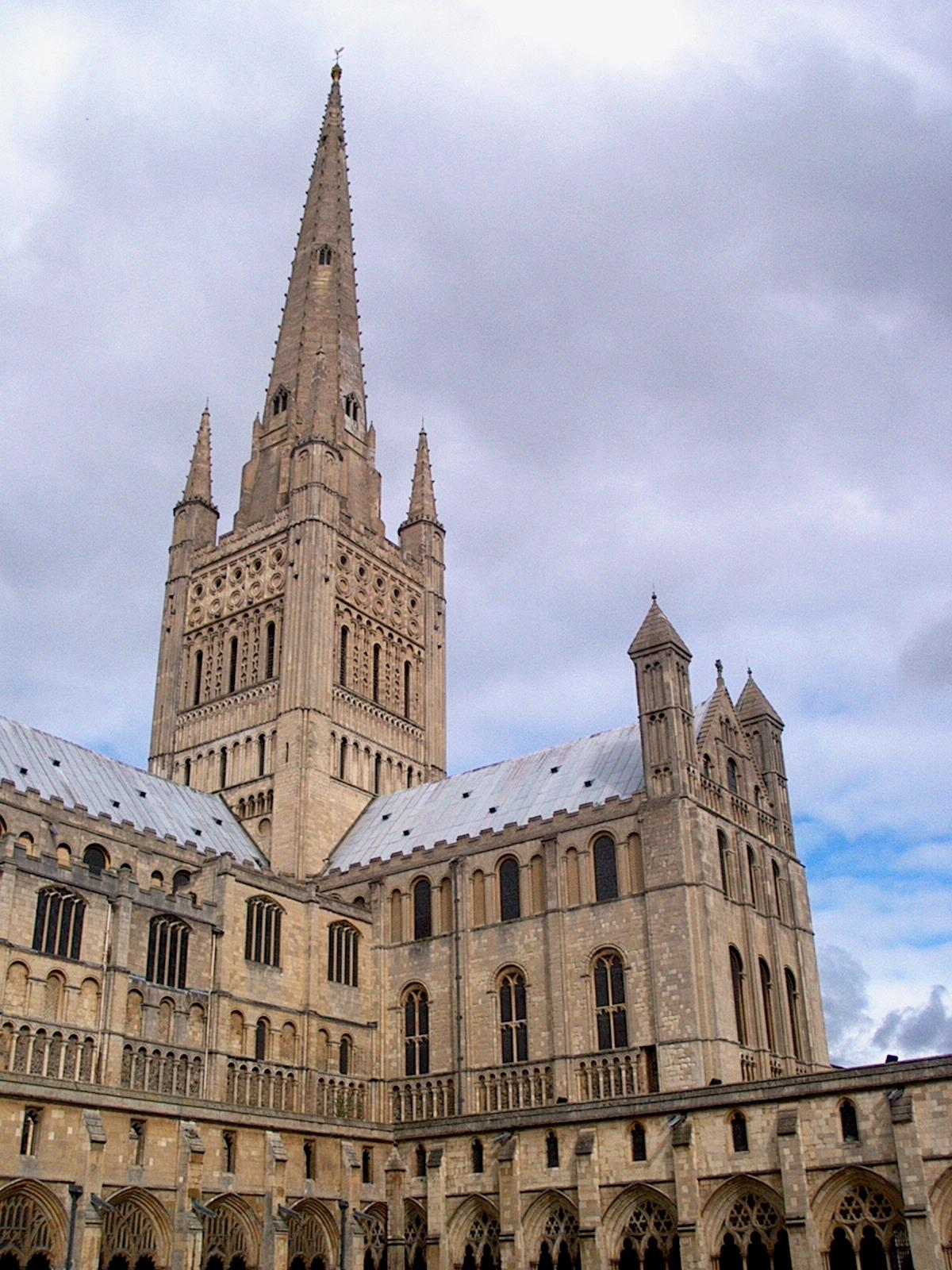
Vierungsturm mit Spitzhelm und Südquerschiff

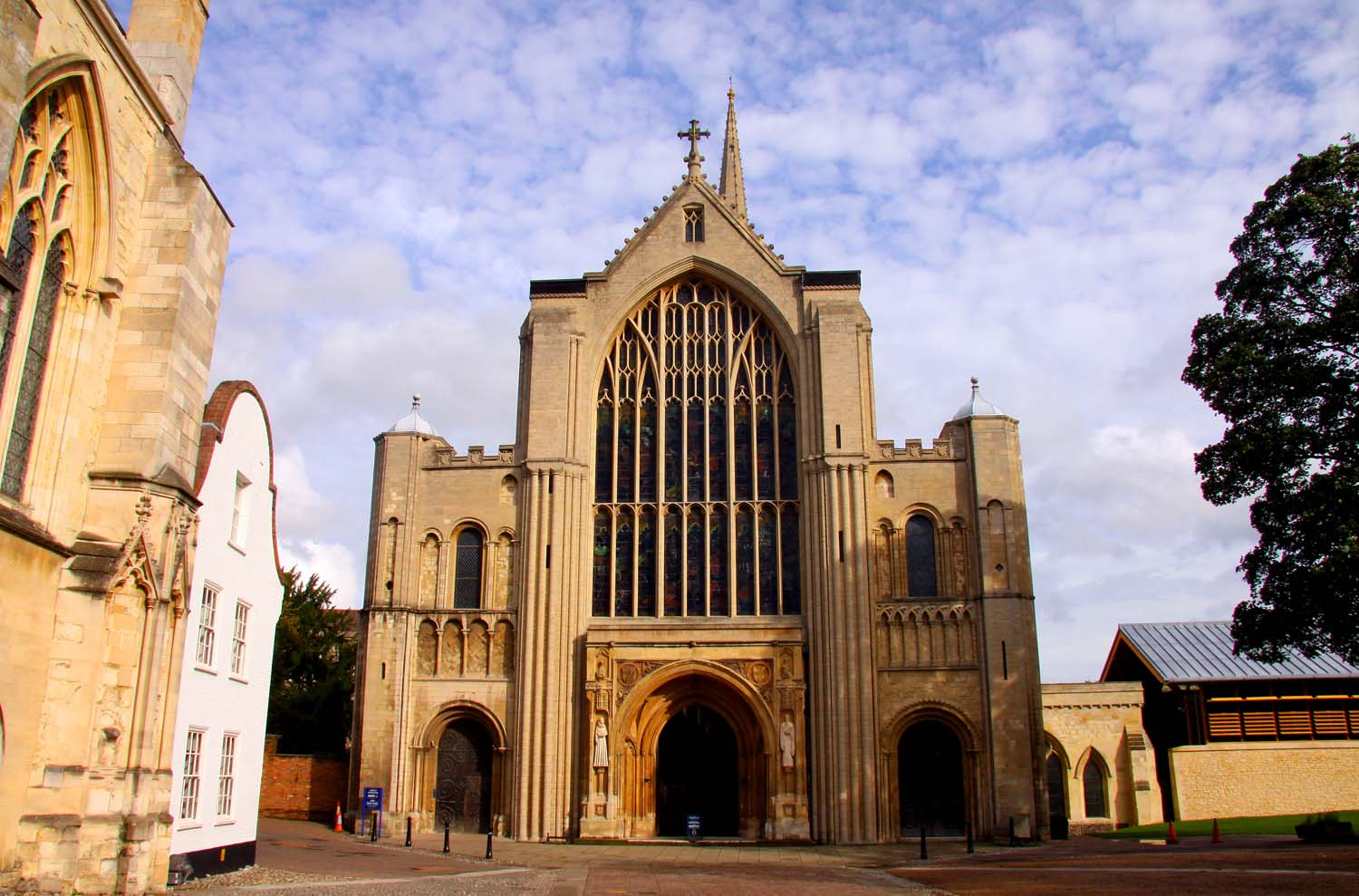
Westfassade

Die Kathedrale der Heiligen und Ungeteilten Dreifaltigkeit (The Cathedral Church of The Holy Trinity) von Norwich in Norfolk bietet das beste Bild einer normannischen Kathedrale – mit Ausnahme des Perpendicular-Gewölbes. Die Hauptbauzeit liegt zwischen 1096 und vor 1145. Trotzdem ist die Kirche gut erhalten.

## Geschichte
Die angelsächsische Vorgeschichte des späteren Baues ist weitgehend ungeklärt. Es hatte diverse Verlegungen des Bischofssitzes gegeben.
Nach der normannischen Eroberung der Insel vollzog sich die Entwicklung in schnellen Schritten. Begonnen wurde der Kirchenbau für ein neu gegründetes Benediktinerkloster durch Herbert de Losinga, Bischof von East Anglia. Dieser hatte im Jahr 1094 den Bischofssitz von East Anglia nach Norwich verlegt; zwei Jahre später wurde mit dem Bau der Kirche begonnen. Bereits am 24. September 1101 fand eine erste Weihe statt. Im Jahr 1119 war wahrscheinlich der Chor mit seinen Kapellen fertig und das beidseitige Querhaus, das ebenfalls Kapellenanbauten nach Osten besaß. Für die Mitte des 12. Jahrhunderts wird die Vollendung des Schiffes und des Vierungsturms unter Herberts Nachfolger Everard (Bischof 1121–1145) angenommen.
Ab dem Jahr 1272 wurde an der Südseite der Kirche ein zweigeschossiger Kreuzgang angebaut; 1430 war er vollendet. Bemerkenswert ist die sogenannte Prior’s Door, die Pforte aus dem Ostjoch des südlichen Seitenschiffs zum Kreuzgang hin. In ihrem Spitzbogenfeld reihen sich sieben vollplastische Heiligenfiguren in Ornamentnischen aneinander.

## Architektur

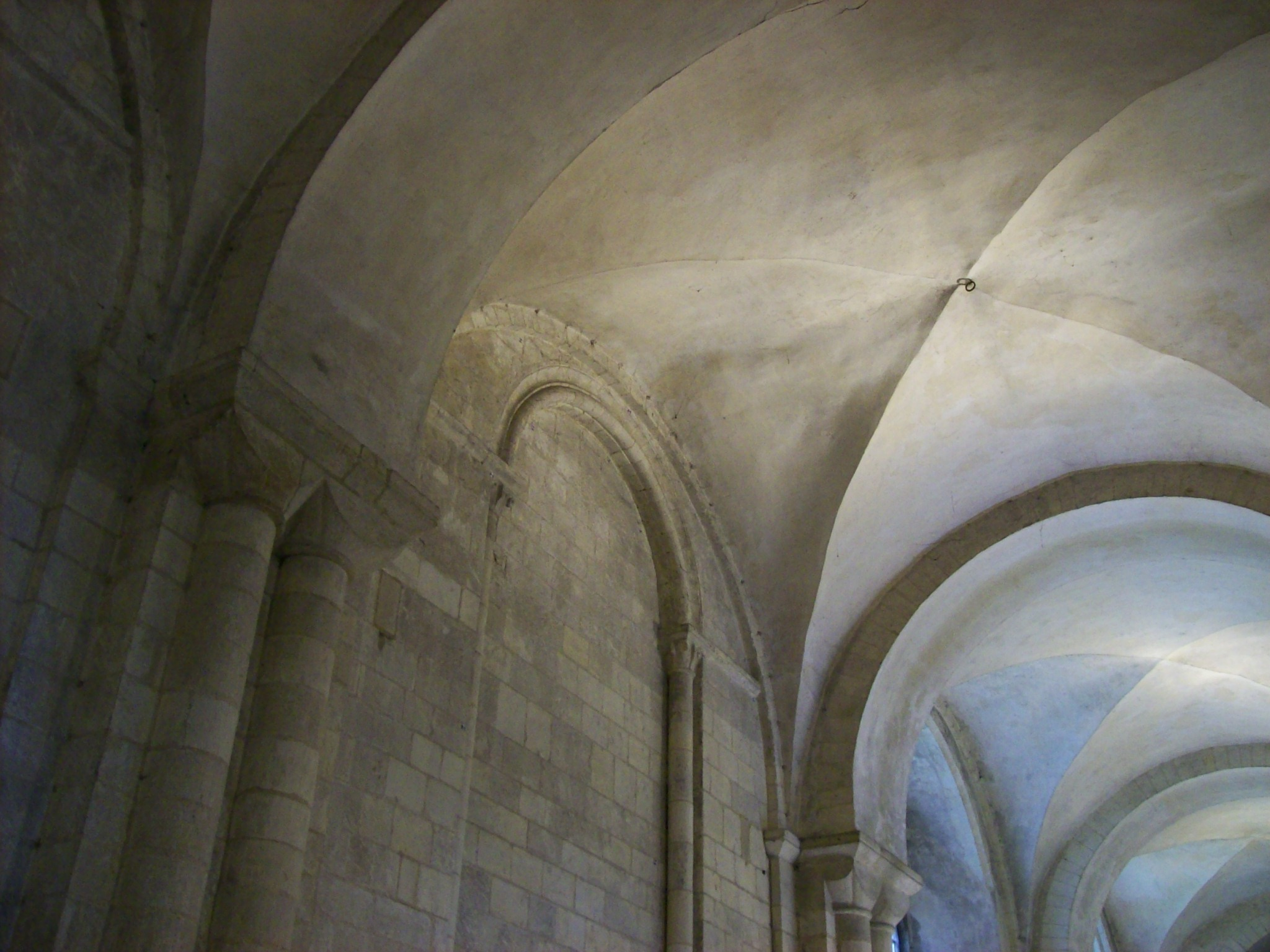
Kreuzgratgewölbe des südlichen Seitenschiffs

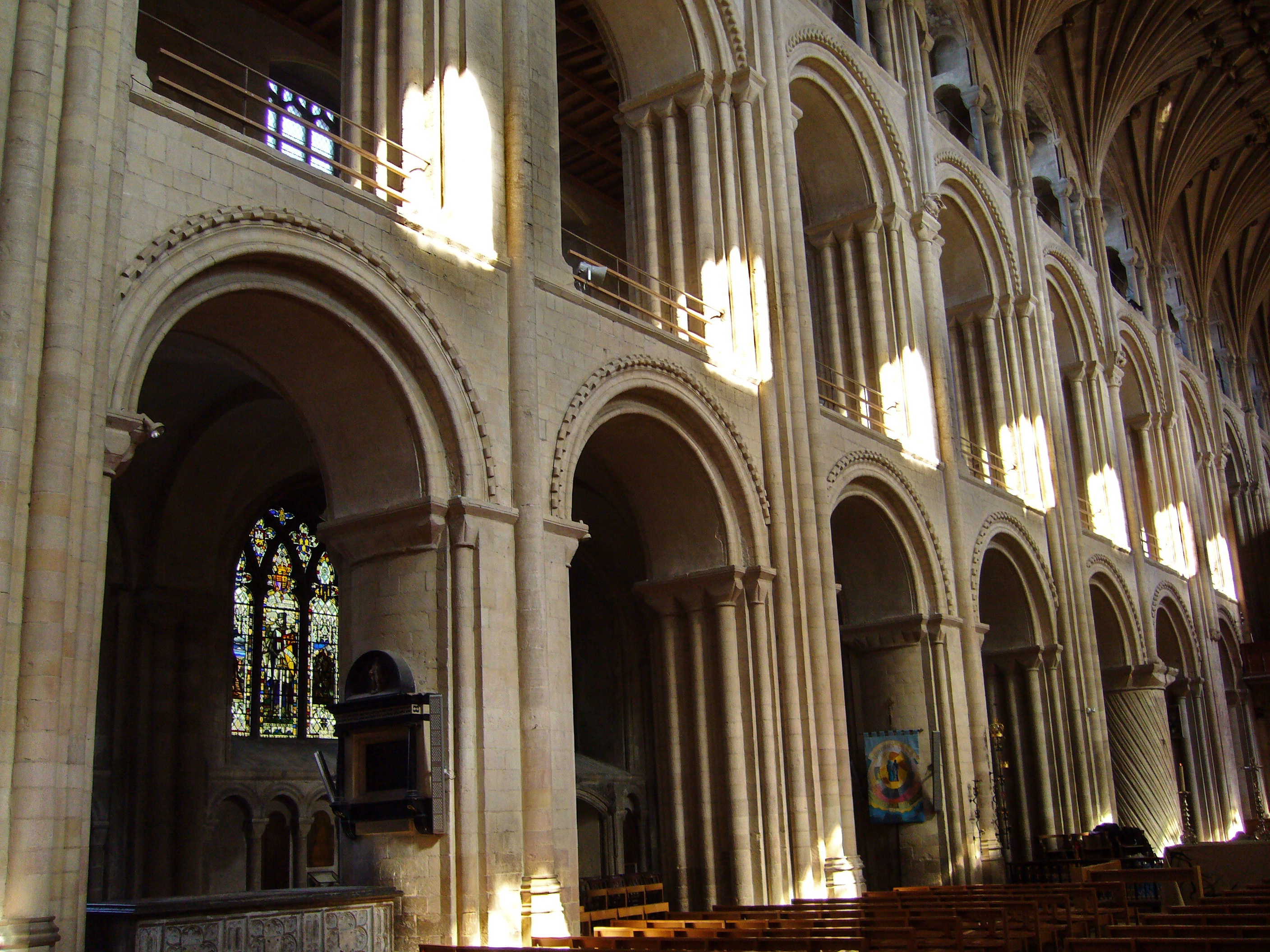
Seitenschiff, Empore und Obergaden

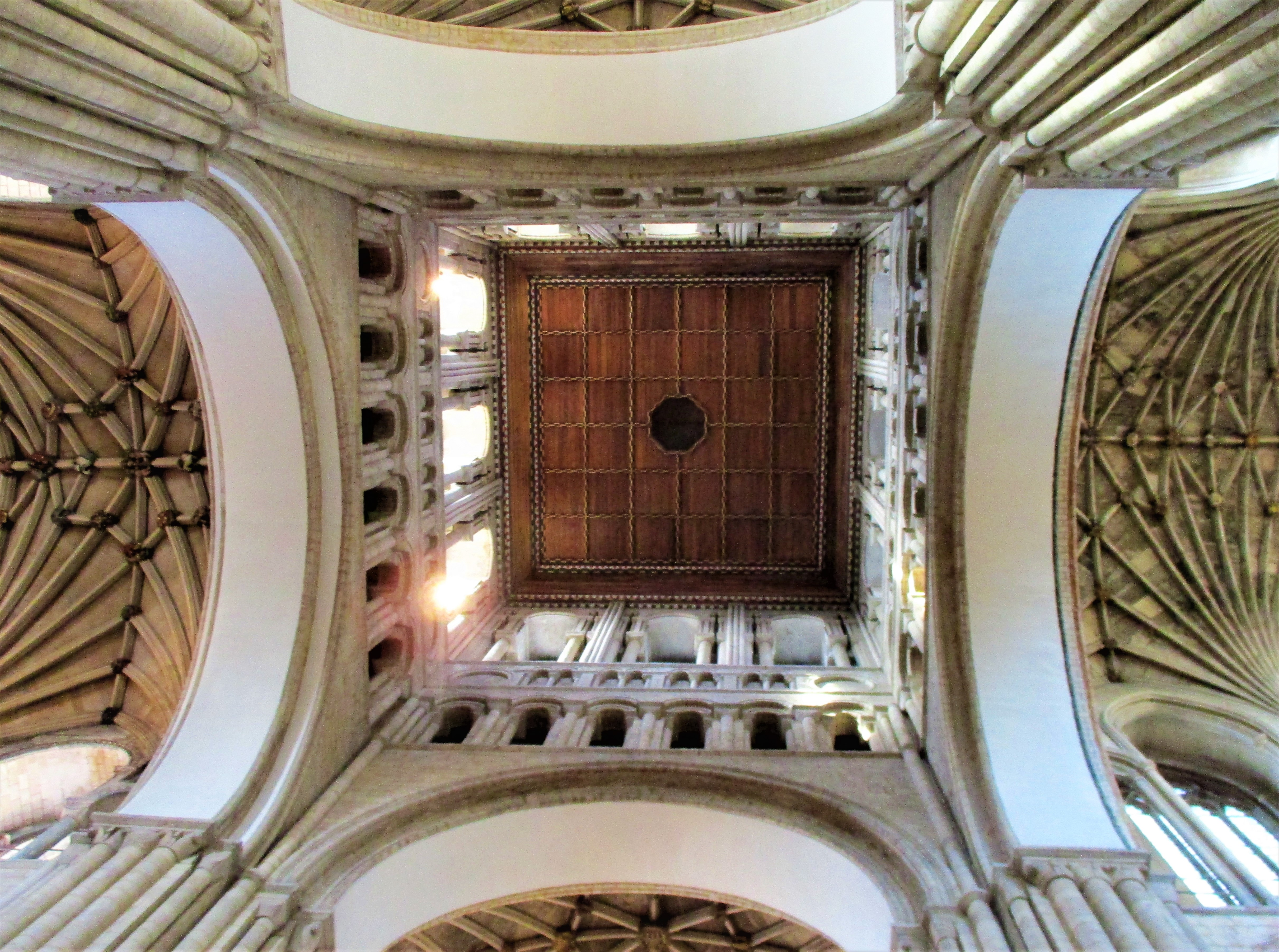
Laternenturm und Ansätze der Gewölbe

Die Kathedrale ist eine romanische Emporenbasilika mit einer Gesamtlänge von 140 Metern und 14 Jochen, einem Umgangschor und einem ausladenden Querhaus. In den Jahren zwischen 1446 und 1472 wurden die bisherigen hölzernen Flachdecken von Mittelschiff und Querschiff durch Fächer-Stern-Gewölbe mit 15 Rippen pro Pfeiler ersetzt. Deren 329 figurengeschmückte und bemalte Schlusssteinen zeigen Szenen aus dem Alten und Neuen Testament.
Die Wände des Mittelschiffs zeigen eine klare Gleichwertigkeit von unteren Seitenschiffen und Emporengeschossen. Sowohl Pfeiler der Seitenschiffs- wie der Emporenarkaden sind umgeben von zahlreichen vorgelegten, schlanken Diensten; diese haben jedoch keine strukturelle Funktion, sondern fungieren nur als wirksame Belebung der Mauerflächen.
Die durchgehenden Emporen über den Kreuzgratgewölben der Seitenschiffe sind im normannischen Stil Englands verbreitet, aber auch in Frankreich nicht unüblich, sie finden sich beispielsweise über den inneren Seitenschiffen von Notre-Dame de Paris und der Basilika St-Sernin in Toulouse. Das weitausladende Querschiff hat nach Osten abgehende Kapellen. Der mächtige Vierungsturm ist innen offen (Laternenturm), die Obergeschosse sind spätromanisch, der hohe Spitzhelm gotisch. Die Seitenschiffe sind als Umgang um das Chorhaupt geführt; derartige Umgangschöre wurden später für die gotischen Kathedralen vorbildlich. Sie waren im 10. Jahrhundert an den südfranzösischen Pilgerkirchen ausgebildet worden. In der Normandie und in England traten sie dagegen seltener auf. Einzigartig sind die hier in Norwich an den Chorumgang angefügten Kapellen in Rundbauweise. Die spätgotische Scheitelkapelle, die Lady Chapel (14. Jahrhundert), stürzte im 17. Jahrhundert ein; die heutige stammt aus dem 20. Jahrhundert und ist eine Gedenkstätte für die Toten des Royal Norfolk Regiments.
In der Spätgotik wurden um 1362 die Fenster des Chores erneuert und stark erhöht. Gleichzeitig wurde der Chor mit Strebepfeilern abgestützt.
Unter Bischof Lyhart wurden dann in den Jahren 1446 bis 1472 die flachen Holzdecken im Mittelschiff und im Querhaus durch das heutige Fächergewölbe ersetzt. Die Westfassade erhielt ein großes Stirnfenster im Perpendicular-Stil mit spätgotischem „Tropfenmaßwerk“ (drop-tracery).

## Ausstattung
- Die Kirche weist acht Altäre auf, an denen noch heute im Wechsel Gottesdienste gehalten werden.
- In der St.-Lukas-Kapelle steht ein mittelalterlicher Taufstein mit Abbildung der sieben Sakramente. Er stammt aus der Kirche St. Mary in the Marsh, die im 16. Jahrhundert zerstört wurde.
- Ebenfalls in der St.-Lukas-Kapelle findet man das Despenser-Retabel, ein fünfteiliges Altarretabel aus dem späten 14. Jahrhundert, benannt nach dem damaligen Bischof von Norwich, Henry Despenser (1369–1406), der wohl den Auftrag für diese Gemäldefolge der Passion und Auferstehung Jesu gab.[2]
- In der Jesus-Kapelle haben sich, wie auch an anderen Stellen der Kathedrale, Reste mittelalterlicher Freskenmalerei erhalten. Hier wird auch das Altarretabel „Verehrung der Heiligen Drei Könige“ gezeigt, das im 15. Jahrhundert der deutsche Künstler Martin Schwartz malte. Aus der gleichen Zeit stammt ein Gemälde auf Holz in der St.-Andrew-Kapelle.
- In der Bauchon-Kapelle steht eine moderne Marienstatue von John Skelton. Ein Gemälde von John Opie stellt die neutestamentliche Szene „Jesus im Tempel“ dar. Ein modernes Glasfenster zeigt Benediktiner-Heilige.
- Das Chorgestühl zeigt geschnitzte Miserikordien aus dem 15. und 16. Jahrhundert, die Szenen aus dem mittelalterlichen Alltagsleben darstellen; drei sind im 20. Jahrhundert hinzugefügt worden.[3]
- Das Bibel-Lesepult in Form eines Pelikans, der sein Junges mit seinem eigenen Blut füttert (ein Symbol für Jesus Christus), stammt aus dem Mittelalter; es war nach der Reformation im Garten des Bischofs vergraben worden und wurde später wiederentdeckt.[4]
- Vor dem Hochaltar liegt in einer mit einer Steinplatte abgedeckten Gruft der Gründer der Kathedrale, Bischof Herbert de Losinga.
- Hinter dem Hochaltar haben sich steinerne Teile eines mindestens 1200 Jahre alten Bischofsstuhls erhalten.
- Im südlichen Chorumgang sieht man eine romanische Steinplastik, die wahrscheinlich den hl. Felix darstellt, der East Anglia missionierte.
- Sakralgegenstände aus Silber und Gold aus der Diözese Norwich werden im „Reliquiengewölbe“, einem Obergeschoss des nördlichen Chorumgangs, präsentiert; bis zur Reformation konnten hier die Reliquien von Heiligen verehrt werden.[5]

### Orgel

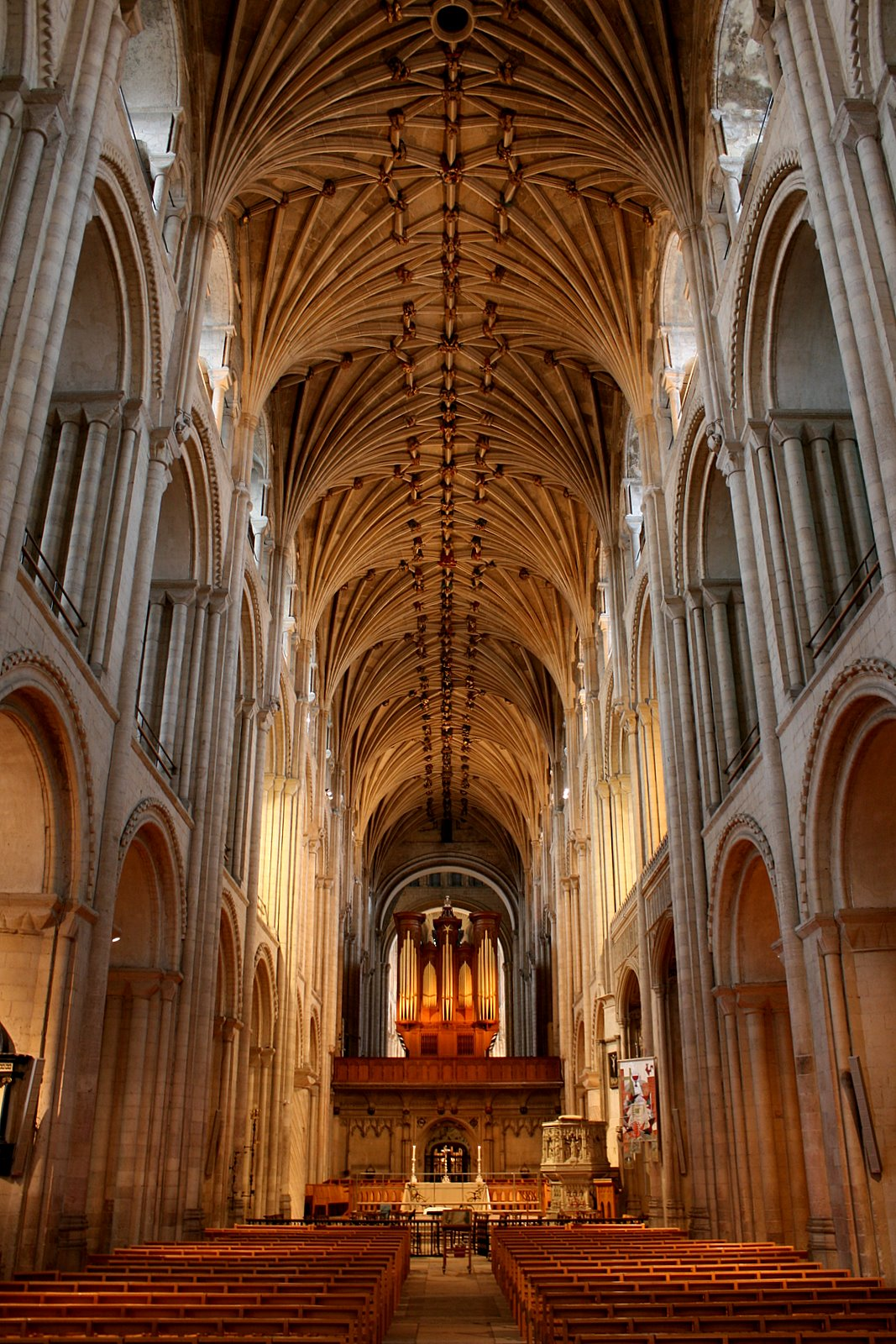
Blick auf die Orgel im Raum

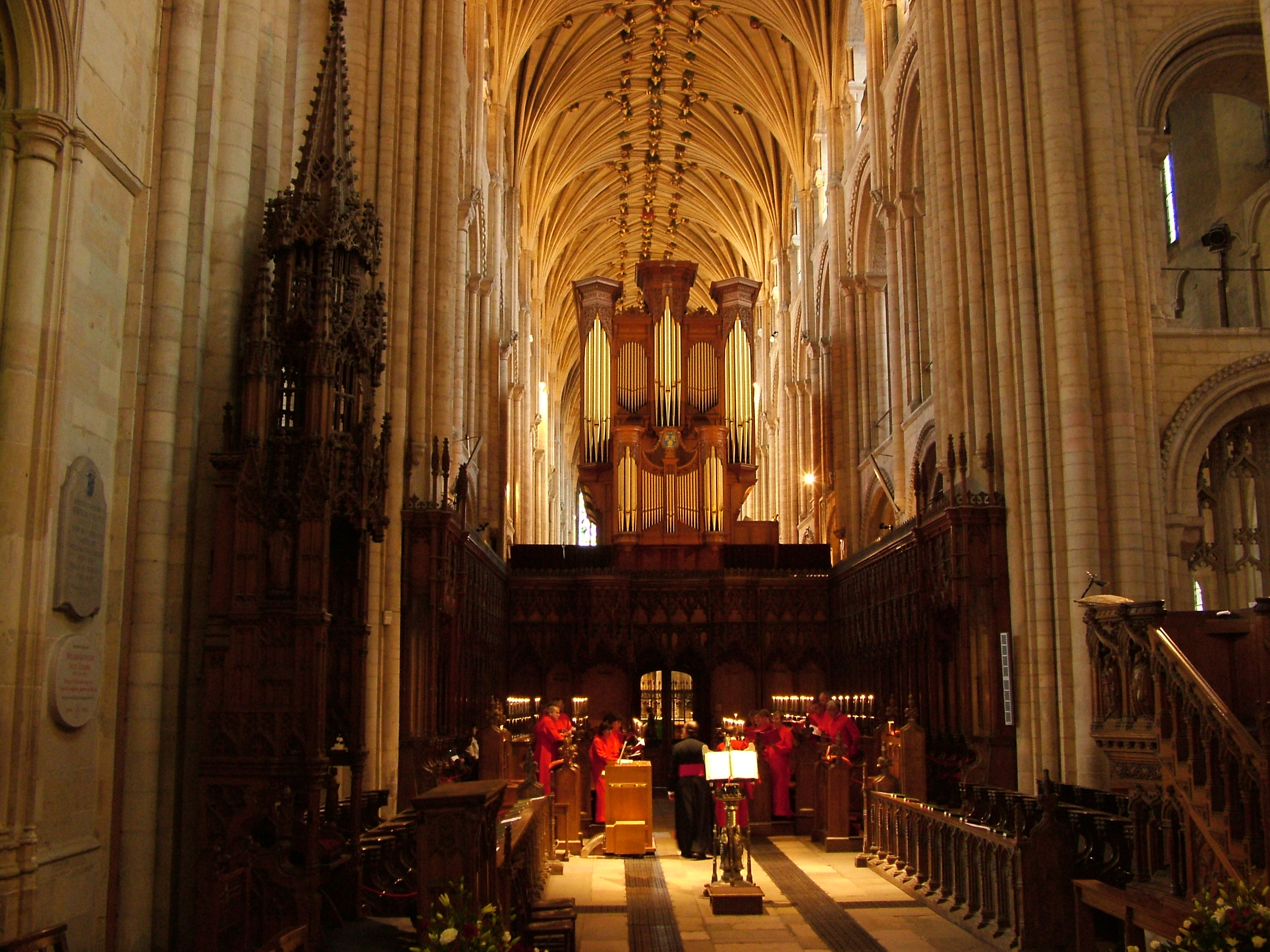
Blick auf die Orgel

Die erste Orgel der Kathedrale lässt sich für das 14. Jahrhundert nachweisen. 1899 erbauten die Orgelbauer Norman und Beard ein großes, fünfmanualiges Instrument, das im Jahre 1938 bei einem Brand mehr oder minder zerstört wurde. Die derzeitige Hauptorgel wurde ab in den Jahren 1940 bis 1942 von den Orgelbauern Hill, Norman & Beard erbaut. Das Orgelgehäuse in der heutigen Form wurde von Stephen Dykes Bower entworfen und 1950 fertiggestellt. Das Instrument hat 105 Register verteilt auf vier Manuale und Pedal und ist damit eine der größten Kathedralorgeln Englands. Eine Besonderheit ist das Hochdruckregister Solo Tuba.
| I Positif C–c4 |        |
| Quintaten      | 16′    |
| Open Diapason  | 8′     |
| Chimney Flute  | 8′     |
| Principal      | 4′     |
| Nason Flute    | 4′     |
| Nazard         | 2 ⁄3′  |
| Superoctave    | 2′     |
| Blockflute     | 2′     |
| Tierce         | 1 3⁄5′ |
| Cymbal III     |        |
| Cymbelstern    |        |

| II Choir Swell C–c4 |     |
| Violoncello         | 8′  |
| Dolce               | 8′  |
| Cor de Nuit         | 8′  |
| Unda Maris          | 8′  |
| Gemshorn            | 4′  |
| Flageolet           | 2′  |
| Octavin             | 1′  |
| Schalmei            | 16′ |
| Trumpet             | 8′  |
| Bass Trumpet        | 16′ |
| Tromba              | 8′  |
| Clarion             | 4′  |

| III Great C–c4       |        |
| First Section        |        |
| Double Gedeckt       | 32′    |
| Double Open Diapason | 16′    |
| Open Diapason Large  | 8′     |
| Open Diapason Medium | 8′     |
| Quint                | 5 1⁄3′ |
| Octave               | 4′     |
| Twelfth              | 2 ⁄3′  |
| Fifteenth            | 2′     |
| Mixture IV           |        |
| Bass Trumpet         | 16′    |
| Tromba               | 8′     |
| Clarion              | 4′     |

| (Fortsetzung)    |     |
| Second Section   |     |
| Gedeckt          | 16′ |
| Principal        | 8′  |
| Stopped Diapason | 8′  |
| Octave           | 4′  |
| Spitz Flute      | 4′  |
| Wald Flute       | 2′  |
| Quartane II      |     |
| Fourniture V-VI  |     |
| Mounted Cornet V |     |

| Swell C–c4       |       |
| Contra Geigen    | 16′   |
| Bourdon          | 16′   |
| Open Diapason    | 8′    |
| Rohr Gedeckt     | 8′    |
| Salicional       | 8′    |
| Voix Celeste     | 8′    |
| Principal        | 4′    |
| Stopped Flute    | 4′    |
| Fifteenth        | 2′    |
| Larigot          | 1 ⁄3′ |
| Sesquialtera II  |       |
| Mixture V        |       |
| Sharp Mixture IV |       |
| Contra Fagotto   | 16′   |
| Horn             | 8′    |
| Trumpet          | 8′    |
| Oboe             | 8′    |
| Clarion          | 4′    |
| Tremulant        |       |

| Solo C–c4          |     |
| Contra Viole       | 16′ |
| Viole d’Orchestre  | 8′  |
| Viol Celeste       | 8′  |
| Harmonic Claribel  | 8′  |
| Octave Viole       | 4′  |
| Flauto Traverso    | 4′  |
| Cor Anglais        | 16′ |
| Orchestral Oboe    | 8′  |
| Clarinet           | 8′  |
| Vox Humana         | 8′  |
| Tremulant          |     |
| Orchestral Horn    | 8′  |
| Orchestral Trumpet | 16′ |
| Orchestral Trumpet | 8′  |
| Orchestral Trumpet | 4′  |
| Tuba Mirabilis     | 8′  |

| Pedal C–g3          |         |
| Double Open Wood    | 32′     |
| Open Wood           | 16′     |
| Open Wood Minor     | 16′     |
| Open Diapason       | 16′     |
| Open Diapason Minor | 16′     |
| Violone             | 16′     |
| Contra Viole        | 16′     |
| Bourdon             | 16′     |
| Gedackt             | 16′     |
| Dulciana            | 16′     |
| Quint               | 10 2⁄3′ |
| Octave Wood         | 8′      |
| Principal           | 8′      |
| Violoncello         | 8′      |
| Bass Flute          | 8′      |
| Octave Dulciana     | 8′      |
| Twelfth             | 5 1⁄3′  |

| (Fortsetzung)  |     |
| Superoctave    | 4′  |
| Fifteenth      | 4′  |
| Octave Flute   | 4′  |
| Mixture IV     |     |
| Bass Trombone  | 32′ |
| Ophicleide     | 16′ |
| Bass Trumpet   | 16′ |
| Contra Fagotto | 16′ |
| Schalmei       | 16′ |
| Clarion        | 8′  |
| Octave Clarion | 4′  |

## Sonstiges
- Außerhalb der Kirche befindet sich südlich an der St.-Saviour-Kapelle, die östlich an den Chor angebaut ist, das Grab der britischen Krankenschwester Edith Cavell, die 1915 von Deutschen hingerichtet wurde, weil sie in Belgien Kriegsgefangenen zur Flucht verhalf.[8]

## Galerie

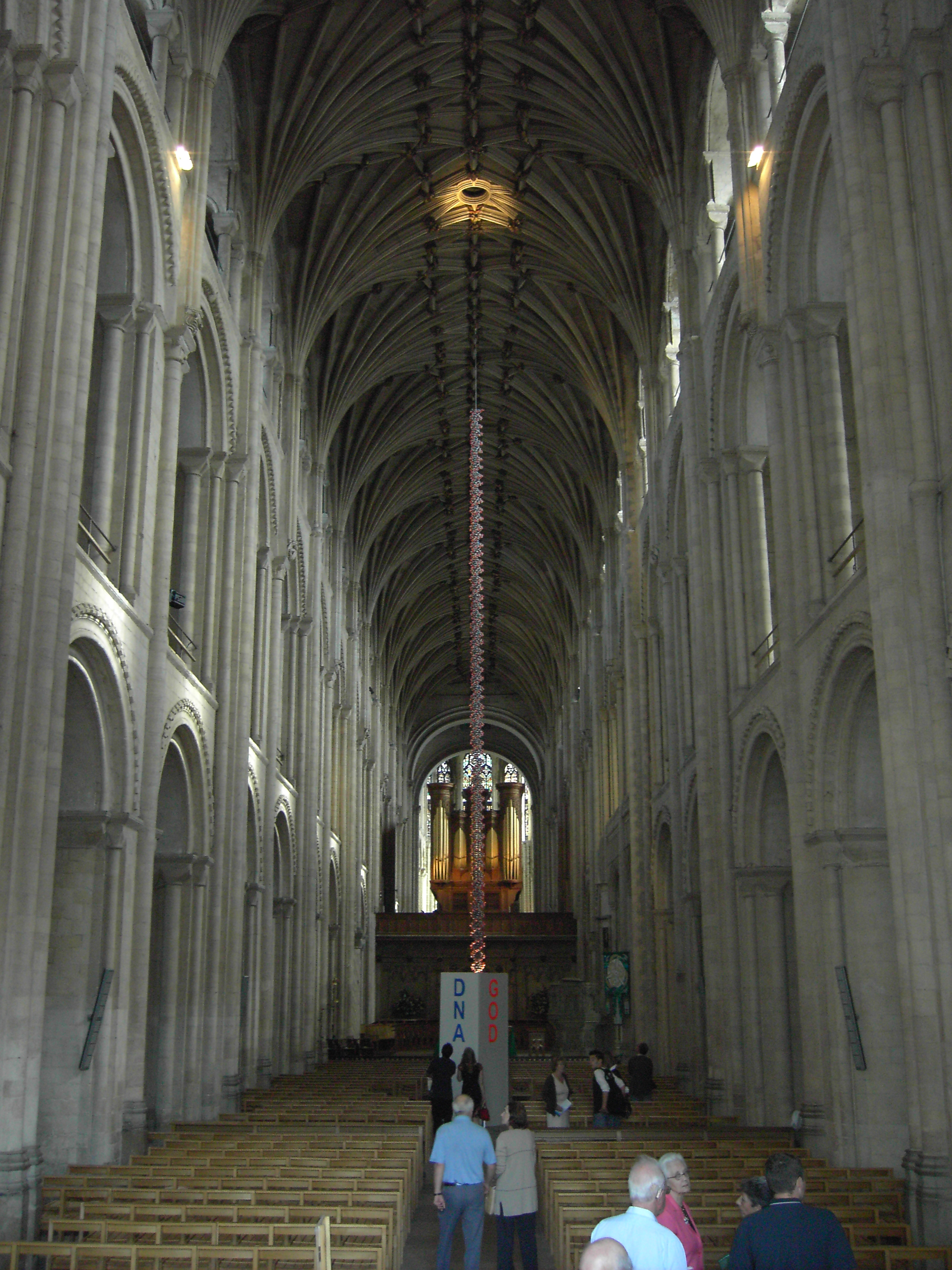
Das Mittelschiff der Kathedrale
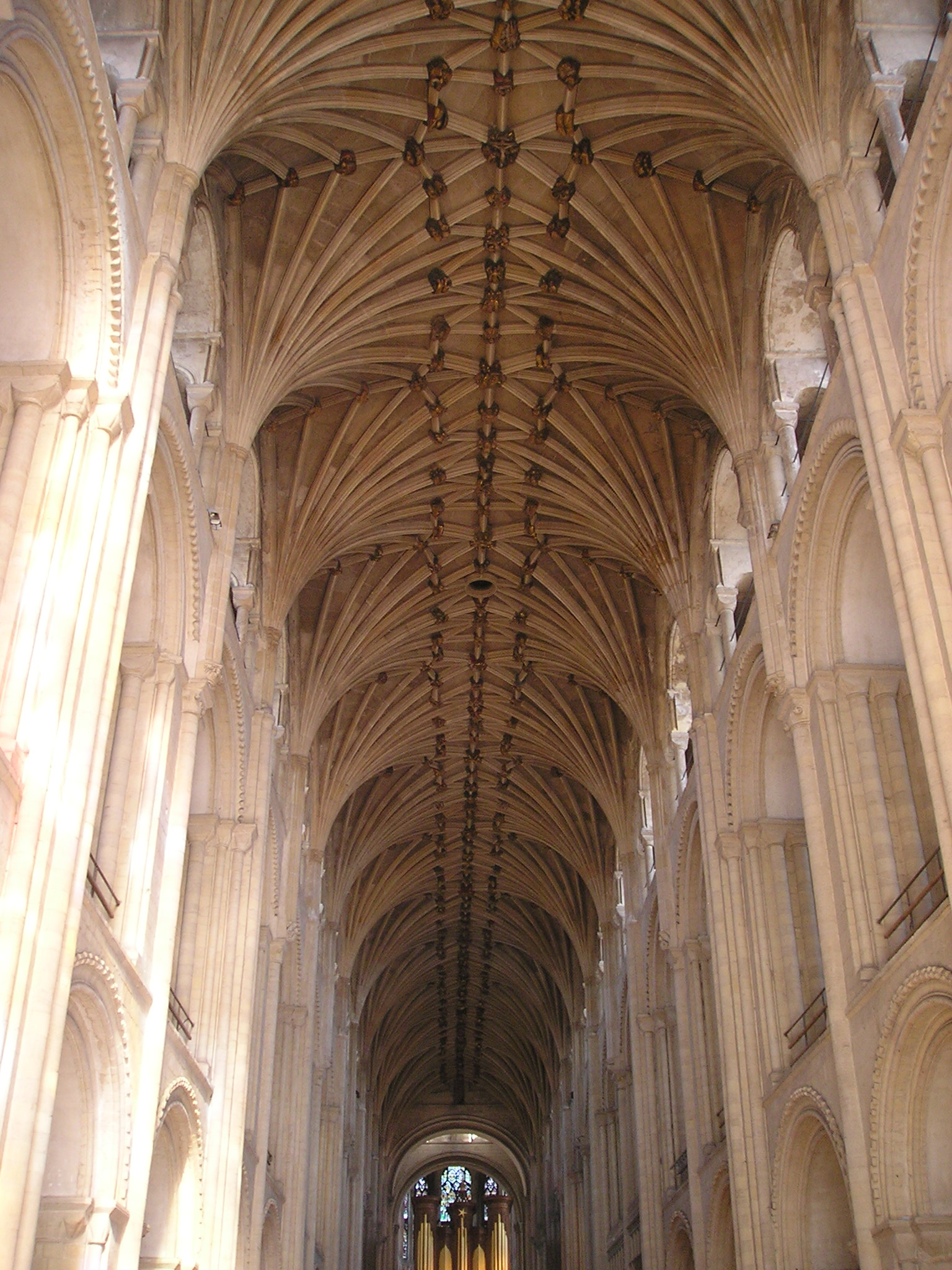
Blick zum Fächergewölbe des Kirchenschiffs
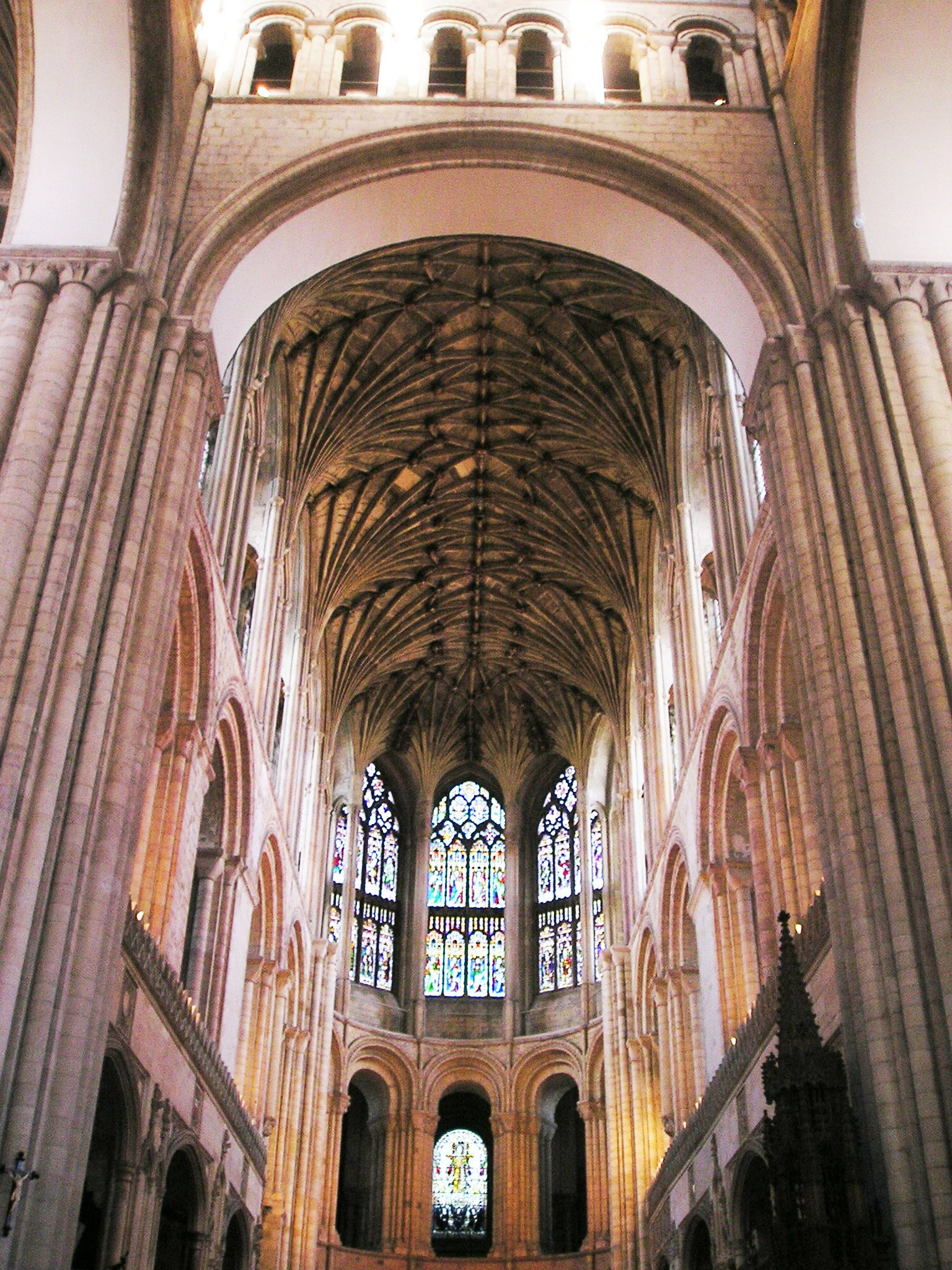
Blick von der Vierung zum Chor
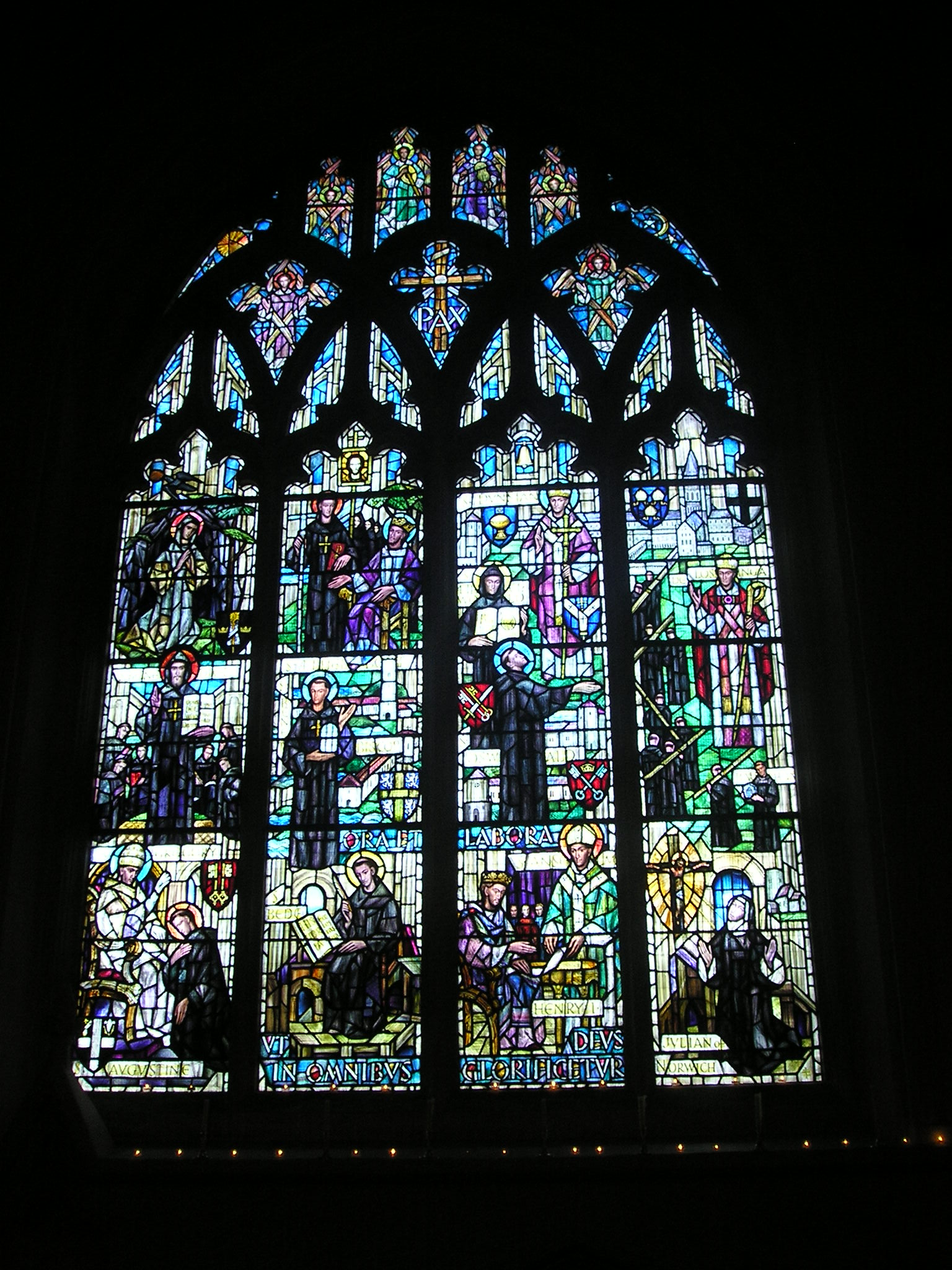
Bauchon-Kapelle, Benediktiner-Fenster
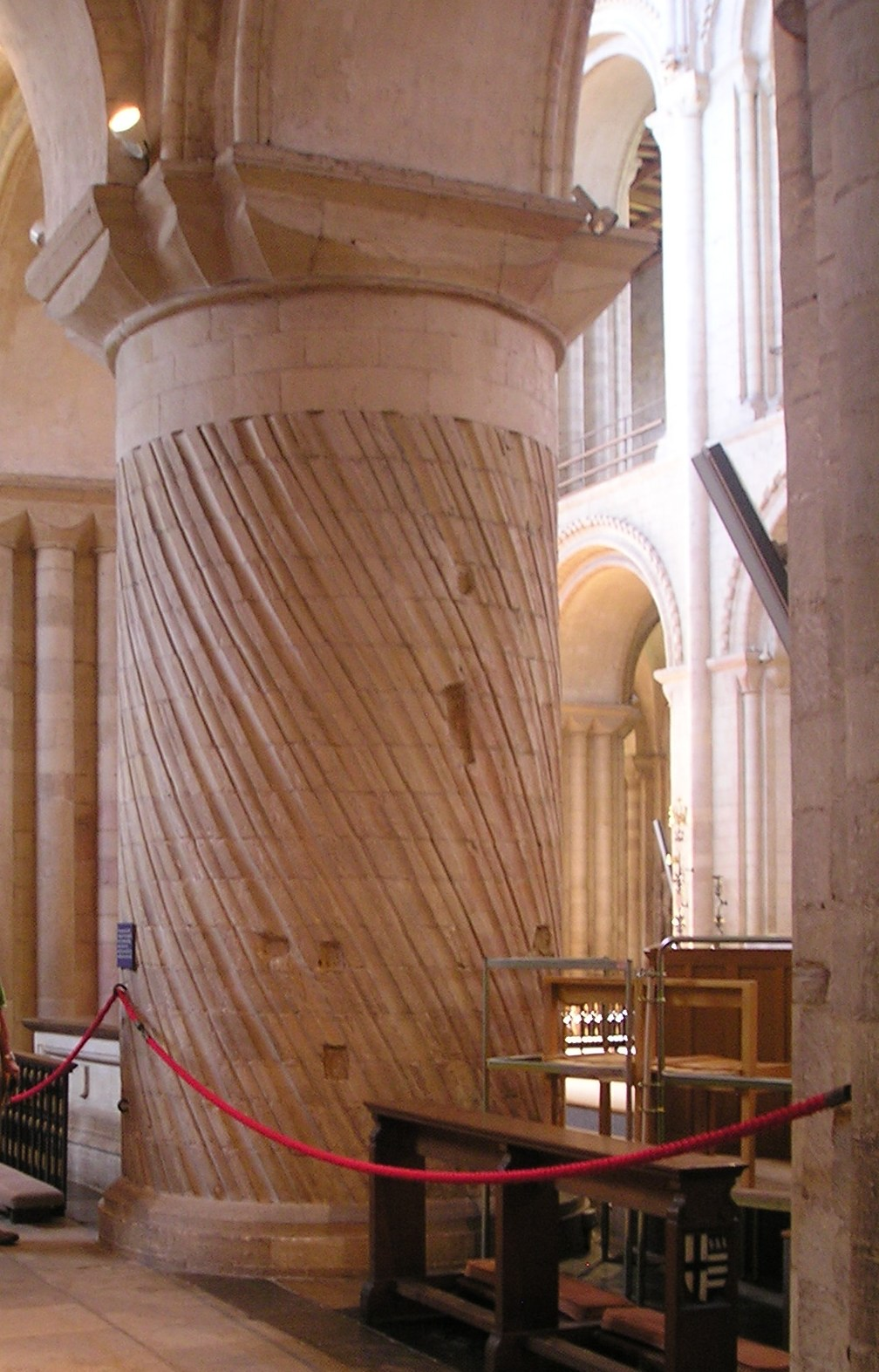
Eine der mächtigen Rundsäulen im Vierungsbereich
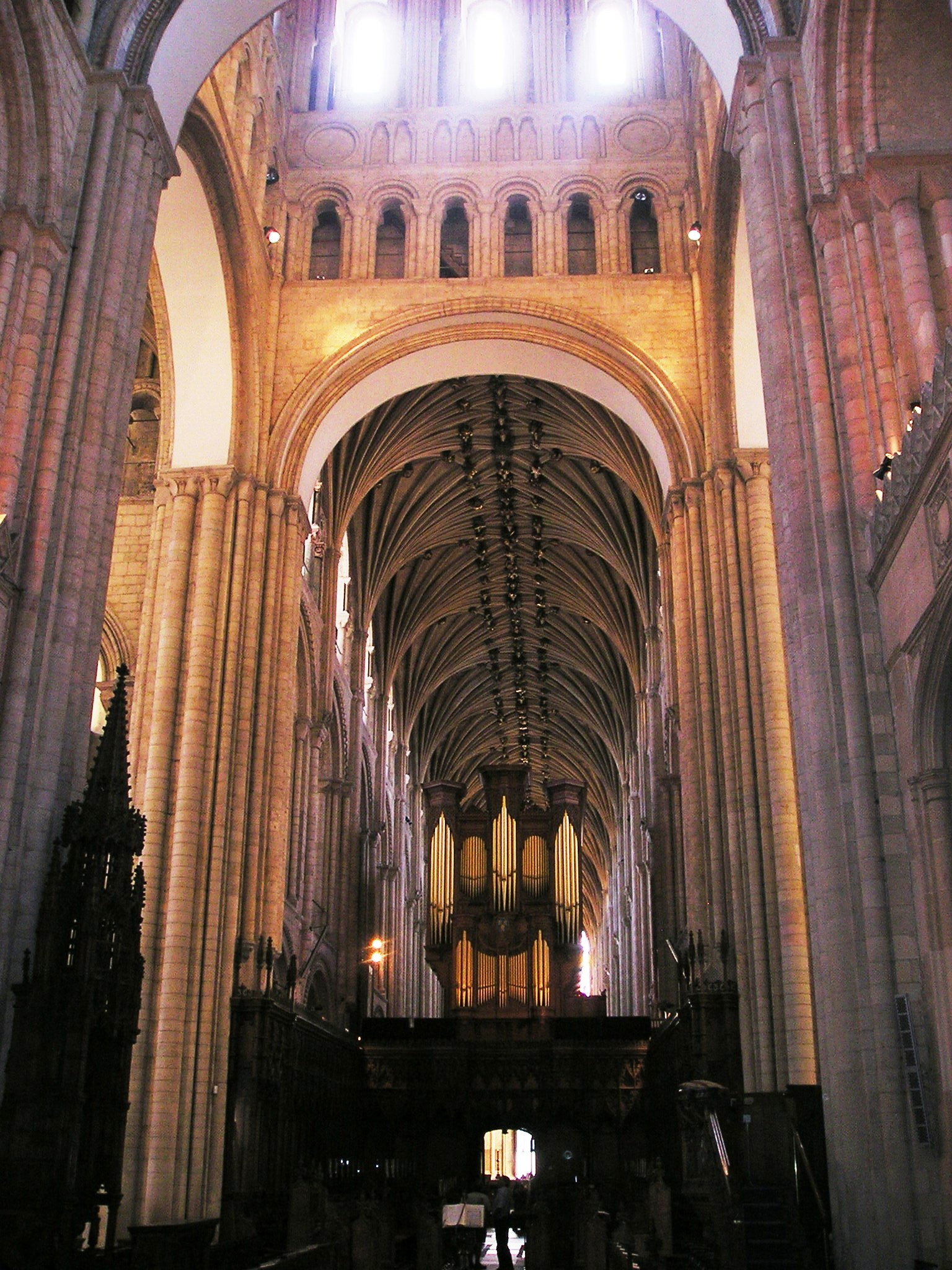
Blick zum spätromanischen Obergeschoss des Vierungsturmes

Koordinaten: 52° 37′ 54,7″ N, 1° 18′ 3,6″ O